# سايمور فيليكس
سايمور فيليكس (بالإنجليزية: Seymour Felix)‏ هو مصمم رقص أمريكي، ولد في 23 أكتوبر 1892 في نيويورك في الولايات المتحدة، وتوفي في 16 مارس 1961 في لوس أنجلوس في الولايات المتحدة.

## وصلات خارجية
- سايمور فيليكس على موقع IMDb (الإنجليزية)
- سايمور فيليكس على موقع قاعدة بيانات برودواي على الإنترنت (الإنجليزية)
- سايمور فيليكس على موقع قاعدة بيانات برودواي على الإنترنت (الإنجليزية)
- سايمور فيليكس على موقع قاعدة بيانات الفيلم (الإنجليزية)